# Red Estatal de Desarrollo Rural
La Red Estatal de Desarrollo Rural (REDER) es una federación española de asociaciones y entidades de desarrollo con un ámbito de actuación nacional. Se constituyó el 20 de diciembre de 1997 y en la actualidad cuenta con 105 grupos de acción local (el 40% de los existentes en España) de catorce comunidades autónomas. 
Su fin principal es el desarrollo del medio rural mediante la coordinación de los distintos agentes e instituciones, así como por medio de la promoción de medidas encaminadas a favorecer el desarrollo rural, organizando cuantas actividades se estimen pertinentes por parte de sus integrantes.
Desde los servicios técnicos de la red se abordan todo tipo de tareas de animación y dinamización de los grupos de acción local y de las comarcas en las que éstos desarrollan su labor. Ello, mediante la coordinación, promoción y desarrollo de actuaciones consorciadas con las instancias públicas y auspiciadas por la Unión Europea.
Tiene su sede social en Valladolid.